# Rottstraße 5 Theater
Das Rottstraße 5 Theater (Eigenschreibweise ROTTSTR5 Theater!) ist ein professionelles freies Theater in Bochum.
Die Off-Bühne befindet sich in einem Hinterhof unter den Brückenbögen der Glückauf-Bahn, unweit des Bochumer Rotlichtviertels. Mit wechselndem Schauspiel-Ensemble werden moderne Sprechtheater-Inszenierungen von vornehmlich zeitgenössischer Literatur auf die Bühne gebracht. Daneben stehen außerdem regelmäßig Lesungen und Konzerte auf dem Programm. Das Theater hat sich überregional einen Ruf als eine der kreativsten und ambitioniertesten Off-Bühnen erspielt.
Das Theater wird heute in der Rechtsform des eingetragenen Vereins betrieben. 

## Entstehung
Das Theater wurde von Schauspieler und Regisseur Arne Nobel und Hans Dreher sowie dem Regisseur und Dramaturgen Martin Fendrich unweit des Viktoriaviertels, welches anlässlich der RUHR.2010 – Kulturhauptstadt Europas als Kreativquartier entwickelt werden sollte, im Juni 2009 im Gewölbe unter einer Eisenbahnbrücke gegründet.
Im Oktober 2011 verließ Arne Nobel die Leitung des Theaters. Zum Ensemble des Rottstr 5 Theaters gehörten bis dahin überwiegend Darsteller, die unter Elmar Goerden am Schauspielhaus Bochum spielten. Darunter: Andreas Bittl, Martin Bretschneider, Dagny Dewath, Björn Geske, Magdalena Helmig, Nermina Kukic, Felix Lampert, Michael Lippold, Marco Massafra, Oliver Möller, Arne Nobel und Alexander Ritter.
Thomas Thieme arbeitete als Gastdramaturg am Rottstr 5 Theater. Lucas Gregorowicz und August Diehl gaben Gastspiele.
2019 verließ Hans Dreher die Leitung des Theaters.

## Spielplan
Als Initialzündung für die Eröffnung des Rottstr5Theater gilt eine Inszenierung von Tschechows Drei Schwestern (Regie: Martin Fendrich) in den Räumlichkeiten. Das Rottstr5Theater spielt ganzjährig, überwiegend von Donnerstag bis Sonntag. Neben Eigenproduktionen werden regelmäßig Gastspiele anderer Theater, Konzerte und Sonderveranstaltungen gezeigt.
Adaptionen von Romanen und Filmen prägen den Spielplan, auf der anderen Seite steht die Beschäftigung mit großen mythologischen Stoffen wie in der Trilogie Nach Troja I–III, die 2009/2010 entstand, und dem zehnteiligen Nibelungen-Zyklus im Jahr 2011, der 2012 zum NRW Theatertreffen eingeladen wurde. 
Mit dem jungen Laienensemble young'n'rotten und dem Kinderclub Truffaldinos unterhält das Rottstr5Theater zudem neben seinem Hauptensemble zwei weitere Gruppen, die regelmäßig eigene Produktionen zeigen.

## Produktionen (Auswahl)
2009:
- Troja-Zyklus: Nach Troja I (Fieber), Nach Troja II (Insel), Nach Troja III (Heimkehr)
- S.– Requiem für Sylvia Plath
- Traum eines lächerlichen Menschen nach Fjodor M. Dostojewski

2010:
- Der Disneykiller von Philip Ridley
- Fight Club nach Chuck Palahniuk
- Werther nach Johann Wolfgang von Goethe
- Richard 3 nach William Shakespeare
- Fräulein Julie von August Strindberg

2011:
- Der Großinquisitor nach Fjodor M. Dostojewski
- Geschlossene Gesellschaft nach Jean-Paul Sartre
- The Waste Land – Das wüste Land von T. S. Eliot
- Nibelungen-Zyklus: Siegfried Superheld, Siegfrieds Tod, Isenstein, Brunhild, 24-Stunden Hebbel, Kriemhild – In Bombenstimmung, Hagens Klage von Hans Dreher und Carsten Marc Pfeffer, Loges Plan von Honke Rambow, Ute, die Gute von Michael Lippold, Volkers Lied von Werner Streletz

2012:
- Wer hat Angst vor Virginia Woolf? von Edward Albee
- Fräulein Else nach Arthur Schnitzler
- Philotas von Gotthold Ephraim Lessing
- Amphitryon von Heinrich von Kleist

2013:
- Einmal noch Marseille nach dem Roman von Björn Kern
- Das Bildnis des Dorian Gray nach Oscar Wilde
- Kassandra nach Christa Wolf
- Caligula nach Albert Camus
- Caesar nach William Shakespeare
- Nero

2014:
- Macbeth nach William Shakespeare
- Der Tod und das Mädchen nach Ariel Dorfman
- Warten auf Godot von Samuel Beckett
- Krieg nach Rainald Goetz

2015:
- Der Kissenmann von Martin McDonagh
- Disco Pigs von Enda Walsh
- Lenz nach Georg Büchner
- American Psycho nach Bret Easton Ellis
- Herz der Finsternis nach Joseph Conrad

2016:
- Othello nach William Shakespeare
- Odyssee nach Homer
- Die Glasmenagerie nach Tennessee Williams
- Der Tod in Venedig nach Thomas Mann
- Kohlhaas nach Heinrich von Kleist